# فراجيش هجري
فراجيش هجري هو مقدم تلفزيوني وممثل هندي، ولد في 16 يونيو 1971 بلندن في المملكة المتحدة.

## أعمال

### أفلام
- (2009) ديل بولي هاديبا
- (2010) هيللو دارلينغ

## وصلات خارجية
- فراجيش هجري على موقع IMDb (الإنجليزية)
- فراجيش هجري على موقع قاعدة بيانات الفيلم (الإنجليزية)